# Капоређиме
Капоређиме (од итал. caporegime - шеф „тима“, такође „Капорегиме“ или „Капорежиме“, често скраћено на Капо) у терминологији италијанско-америчке мафије - представник једне од највиших „степеница" у криминалној лествици, представља висок чин, који одговара директно шефу криминалне „породице“ Куму (Padrone) или његовом заменику. Капоређиме командује мафијашима на територији више блокова у једном граду. 